# Тяхтинська сільська рада
Тяхти́нська сільська рада (рос. Тяхтинский сельский совет) — сільське поселення у складі Китмановського району Алтайського краю Росії.
Адміністративний центр та єдиний населений пункт — село Тяхта.

## Населення
Населення — 525 осіб (2019; 557 в 2010, 686 у 2002).